# Teatao Teannaki
Teatao Teannaki (ur. 1936, zm. 11 października 2016) – kiribatyjski polityk, prezydent Kiribati od 8 lipca 1991 do 1 października 1994.
Powszechną była opinia, iż był tylko marionetką sterowaną przez poprzedniego prezydenta kraju, Ieremia Tabai.
Po przegranych wyborach prezydenckich w 1994 roku, Teatao Teannaki pozostał przewodniczącym Narodowej Partii Postępu.